# Булах, Сергей Романович
Сергей Романович Булах (20 июня 1925, Переяслав, Киевская губерния — 5 августа 2014, Севастополь) — советский и украинский лесовод, Заслуженный лесовод Украины. Почетный гражданин Севастополя (2008).

## Биография
Родился 20 июня 1925 года в Переяслав-Хмельницком Киевской области. Пережил голод 1932—1933 годов на Украине. Окончил семилетнюю школу и поступил в ремесленное училище № 5 при заводе «Ленинская кузница» по специальности «слесарь широкого профиля». В 1941 году привлекался для строительства оборонительных сооружений Киева.
Оккупацию встретил в родном городе. Участвовал в партизанском движении. В 1943 году был угнан на принудительные работы в Германию, работал в добывающей промышленности, на помещика близ города Верн. Попал в концлагерь, несколько раз пытался бежал. Освобожден американскими войсками 12 апреля 1945 года. В лагере для перемещённых лиц его агитировали остаться в западной зоне оккупации. Пробился в группу отправляемых в Восточную Германию.
Пройдя проверки, служил в рядах ВС СССР в Германии, демобилизовался в мае 1950 года. После возвращения в СССР окончил вечернюю школу, работал учителем в начальной школе. С 1954 года связал судьбу с лесным хозяйством. Работал в Стовпяжском лесничестве лесником. В 1956 году переехал в Крым. В 1959 году заочно окончил Киевский филиал Ленинградской лесотехнической академии.
С 1962 года главный лесничий в Севастополе. С 1965 года директор «Севастопольского опытного лесоохотничьего хозяйства», где проработал более 28 лет. При его участии в было высажено свыше 15 тысяч га новых лесов, в том числе около 12 тысяч — в окрестностях Севастополя. Севастопольским Лесхозом было применено террасирование склонов, что дало возможность расширить посадки. Озеленены склоны Сапун-горы, Кара-кобы, Федюхиных высот, Мекензиевых гор, окрестности Сахарной головки, Ласпи и многих других. Всего 36 лет жизни отдал лесному хозяйству, при трудовом стаже 49 лет.
Несколько созывов с 1970 по 1990 год избирался депутатом Севастопольского городского совета. Возглавлял постоянную комиссию по экологии и земельным ресурсам. Многие годы являлся членом совета ветеранов Балаклавского района Севастополя, председателем совета старейшин при Балаклавской районной госадминистрации. За заслуги перед городом Сергей Романович 10 июня 2008 года стал почетным гражданином города-героя Севастополем.
Сергей Булах умер 5 августа 2014 года в Севастополе.
9 сентября 2016 года на здании севастопольского лесхоза была установлена мемориальная доска.

## Награды
- орден Трудового Красного Знамени,
- «Заслуженный лесовод Украины»,
- «Почётный лесовод Украины»,
- медаль «За доблестный труд. В ознаменование 100-летия со дня рождения Владимира Ильича Ленина»,
- Почетная грамота Госкомитета лесного хозяйства при Совете Министров СССР,
- Почетная грамота Севастопольского городского Совета и Севастопольской городской государственной администрации с вручением памятного знака «За заслуги перед городом».
- памятный знак "За заслуги перед Балаклавой,
- почетный гражданин города-героя Севастополя[1].